# 中国人民解放军总医院第八医学中心
中国人民解放军总医院第八医学中心（周边居民仍以旧称“309医院”称之），位于北京市海淀区黑山扈路甲17号，为中国人民解放军联勤保障部队直属中国人民解放军总医院的八个医学中心之一，正师级，是一所综合性三级甲等医院。

## 沿革
1958年，重庆的中国人民解放军第四十一医院、武汉的中国人民解放军第三一五医院、南京军事学院附属医院合并，在位于北京黑山扈的原解放军122疗养院及解放军胸科医院基础上成立中国人民解放军第三〇九医院，隶属中国人民解放军总后勤部。2004年5月，根据中央军委下达的部队精简命令，解放军第三〇九医院被并入中国人民解放军总医院，对内称中国人民解放军总医院第三〇九临床部，对外称中国人民解放军总医院第二附属医院。2009年8月，解放军总医院第二附属医院转隶中国人民解放军总参谋部，称中国人民解放军总参谋部总医院。
2008年9月21日，北京市第一家国际氩氦冷冻肿瘤治疗中心在该医院挂牌。
2009年，该医院被确定为工伤医疗康复双定点医院；2011年，中国人民解放军第三〇九医院康复医学中心在小西天中心门诊部揭牌成立。
2012年秋，该医院由发热门诊扩建成的新门诊大楼举行落成仪式。
2014年，海淀区西北部医联体启动。这个区域医疗联合体以中国人民解放军第三〇九医院为核心医院，这是首个驻京军队三级甲等医院加入医联体。
2005年底至2012年，高小燕大校担任该医院政治委员。2014年11月27日，军方发布消息称，已晋升为少将任职于解放军信息工程大学的高小燕因在担任309医院政委期间涉嫌受贿而被军队检察部门带走。高小燕成为中共十八大以来第一位涉嫌腐败而落马的女将军。
2016年1月，在深化国防和军队改革中，该医院原上级单位中国人民解放军总参谋部撤销，该医院转隶中央军委机关事务管理总局，仍称中国人民解放军第三〇九医院，2018年1月转隶联勤保障部队。
2018年，原陆军总医院、原海军总医院、原第三〇二医院、原第三〇九医院、军事科学院军事医学研究院原附属医院、原武警总医院均已由中国人民解放军总医院暂管。2018年11月有关报道该院已更名为中国人民解放军总医院第八医学中心， 正式归属中国人民解放军总医院，但在北京市基本医疗保险定点医疗机构名单中仍登记为“中国人民解放军第309医院”，直至2021年2月8日才正式变更为“中国人民解放军总医院第八医学中心”。
此后，位于香山路娘娘府的原三一六医院并入第八医学中心，改称“第八医学中心香山路门诊部”，后又改为第八医学中心香山院区。在2025年1月21日17时前，第八医学中心儿科曾因院本部医疗楼升级改造而暂安于香山院区。

## 历任领导
| 院长 …… - 蔡忠军 大校（1994年—2003年） - 刘希华 大校（2003年—2013年） - 张 聪 大校（2013年—2014年） - 李维国 大校（2014年—） | 政治委员 …… - 谭新元 大校（？—2005年） - 高小燕 大校（2005年—2012年） - 马 凡 大校（2012年—2014年） - 杜福胜 大校（2014年—） |